# Volley Bergamo
Il Volley Bergamo è una società pallavolistica femminile italiana con sede a Bergamo.

## Storia

Le ragazze rossoblù posano con la Coppa Italia 1995-96, primo trofeo della società.

Il Volley Bergamo è stato fondato nel 1991 da Mauro Ferraris: partecipa al suo primo campionato nella stagione 1991-92, in Serie B1; nell'annata successiva, grazie al primo posto in classifica la squadra viene promossa in Serie A2: nella stagione 1992-93 fa il suo esordio nella pallavolo professionistica e, chiudendo il campionato nuovamente al primo posto, ottiene la seconda promozione consecutiva, questa volta in Serie A1.
Nella stagione 1994-95 il club orobico esordisce nella massima divisione italiana, ottenendo un quinto posto finale: tale risultato consente alla società di qualificarsi per la prima volta a una competizione europea, ossia la Coppa CEV 1995-96; nella stagione successiva vince il suo primo scudetto, battendo nella serie finale dei play-off il Volley Modena: in precedenza la squadra aveva già vinto la Coppa Italia 1995-96. Il Volley Bergamo si conferma campione d'Italia per altre tre stagioni consecutive: in questo periodo si aggiungono al palmarès altri trofei, tra cui il primo titolo europeo, ossia la Coppa dei Campioni 1996-97, competizione vinta poi per altre due volte consecutivamente nell'edizione 1998-99 e 1999-00 e quattro vittorie consecutive nella Supercoppa italiana. L'inizio del nuovo millennio è caratterizzato da un periodo scarno di successi, con solo la conquista del quinto scudetto nella stagione 2001-02. 
Il 2003 segna un cambiamento nei vertici societari che porta alla nomina di presidente di Luciano Bonetti, patron della Foppa Pedretti, storico sponsor della società: la nuova dirigenza ottiene subito la vittoria del campionato e il trionfo nella terza competizione continentale, ossia la Coppa CEV 2003-04, seguito poi nell'annata successiva da una nuova affermazione nella massima competizione europea, che nel frattempo aveva mutato il nome in Champions League; nella stagione 2005-06 il Volley Bergamo vince il suo settimo scudetto e la sua quarta Coppa Italia.
Nel periodo compreso tra il 2006 e il 2010, la squadra fermerà la propria corsa alla conquista del titolo italiano sempre in semifinale, eccetto nella stagione 2006-07 sconfitta ai quarti di finale dalla Pallavolo Sirio Perugia: tuttavia continuano le affermazioni in Champions League con la vittoria di tre titoli, di cui uno nell'annata 2006-07 e due consecutivi nell'annata 2008-09 e 2009-10.
Nella stagione 2010-11 ritorna alla vittoria del campionato italiano, vincendo il suo ottavo scudetto, battendo nella serie finale play-off il Gruppo Sportivo Oratorio Pallavolo Femminile Villa Cortese: nel 2011 vince anche la Supercoppa italiana. L'inizio della stagione 2012-13 vede un ridimensionamento del bugdet e un totale rinnovamento della rosa: tuttavia nella stagione 2015-16 vince per la sesta volta la Coppa Italia.
Dopo alcune stagioni anonime, concluse nelle retrovie di classifica, nell'estate 2021 la società cede il titolo sportivo e con esso la possibilità di partecipare alla Serie A1 2021-22 alla neonata Bergamo 1991.

## Palmarès

### Competizioni nazionali

La festa delle ragazze orobiche per la vittoria del quarto scudetto consecutivo nella stagione 1998-99

- Campionato italiano: 8

1995-96, 1996-97, 1997-98, 1998-99, 2001-02, 2003-04, 2005-06, 2010-11
- Coppa Italia: 6

1995-96, 1996-97, 1997-98, 2005-06, 2007-08, 2015-16
- Supercoppa italiana: 6

1996, 1997, 1998, 1999, 2004, 2011

### Competizioni internazionali
- Coppa dei Campioni/Champions League: 7

1996-97, 1998-99, 1999-00, 2004-05, 2006-07, 2008-09, 2009-10
- Coppa CEV: 1

2003-04